# Yoichi Kobayashi
Yoichi Kobayashi (Japans 小林陽一, Kobayashi Yoichi, circa 1950) is een Japanse jazzdrummer.

## Biografie
Yoichi Kobayashi werkte vanaf de jaren 70 in de Japanse jazzscene. Zijn eerste opnames maakte hij in 1972 met Shoji Suzuki & The Rhythm Aces. In de jaren erna speelde hij met Kunihiko Sugano, Kōnosuke Saijō, Ichiro Masuda en Eiji Kitamura. Met Kōnosuke Saijō, Kazuo Yashiro en Ikuo Shiosaki nam hij het album West 8th Street on Castle Ave. op. In de jaren 80 reisde hij eerdere malen in Amerika. Met Vincent Herring richtte hij de Japans-Amerikaanse groep Godfellas op, waarmee hij meerdere albums opnam, o.a. met Stephen Scott, Bob Kenmotsu, Jamal Haynes, Philip Harper en talrijke gastmusici.
In de jaren die volgden nam hij meerdere platen onder eigen naam op, zoals Morning (King Records, 1999), Autumn in New York (P-Jazz, 2001), Yoichi Kobayashi with Vincent Herring (3D, 2002), Sukiyaki: Village Be Bop Quintet Live in Japan (2002), Culture Shock (Pony Canyon, 2006) en Happy Dance (3D, 2007). Met Monk's Trio (met Stephen Scott en Ron Carter) maakte hij in de periode 2003/04 twee platen, Tomorrow Is the Date? en A Time for Love.
In die tijd werkte hij in Japan en Amerika met Yoshitaka Kanno, William Ash, Kem Kimura, Yukari Fujita, Dizzy Yoshimoto en de US Good Fellows (album Ballads (2009) alsook met Vincent Herring, Jill McCarron en Essiet Okon Essiet. Volgens discograaf Tom Lord was Kobayashi in de jazz tussen 1972 en 2015 betrokken bij 38 opnamesessies.